# Daniel Mårs
Daniel Mårs, född 7 juni 1986 i Säters församling, är en svensk poet. Mårs är uppvuxen i Säter.